# Библиотека Медицинског факултета Универзитета у Нишу
Библиотека Медицинског факултета у Нишу постоји и развија се од самог оснивања Факултета 1960. године. У Регистар библиотека је уписана 14.11.1997. године (пријава бр. 06-218/187 и решење 06-218/188) под именом Централна медицинска библиотека.

## Основни подаци
На површини од 475 m², библиотека у свом саставу има читаоницу са 80 читалачких места, смештајни простор за један од најбогатијих фондова биомедицинске литературе у Србији, и Медицински информациони центар (МИЦ) са 17 рачунара.

## Оснивање и развој
Библиотека је почела са радом у просторијама које је делила са Одсеком за студентска питања, да би убрзо, са адаптацијом сутеренског простора дотадашње Средње медицинске школе, била пресељена у просторије веће површине у којима су оформљени магацин и читаоница.
Први управник Библиотеке био је Душан Поповић. У периоду од 1961. до 1965. године, имајући у виду профилисаност корисника библиотеке, започета је изградња библиотечког фонда.
Управник др Спасоје Жарић, професор немачког језика, водио је библиотеку од 1965. до 1979. године. Харизматична личност, изражених социјалних вештина, са искуствима и знањем које је стицао у земљи и свету, остварио је организацију библиотечких послова и утврдио просторни план библиотеке који су умногоме очувани до данас.
У годинама које следе, под руководством Милице Маринковић, професора географије, од 1980. до 1994. године, фонд монографских и серијских публикација континуирано је дограђиван и попуњаван савесно и пажљиво. Међубиблиотечка сарадња кроз позајмицу и размену тада је имала велики значај и била је један од заступљенијих видова прибављања научних информација. Набавка публикација кроз размену и поклон поштовала је већ утврђене принципе доградње фонда.
Највреднији је поклон Џона Петрашека, Американца пореклом из бивше Југославије, којим је 1990. године библиотечки фонд увећан за 714 књига из разних области медицине на енглеском језику. Поклон је био од посебног значаја и због тога што је непосредно претходио јако тешком раздобљу 90-их година, када је набавка публикација значајно редукована.
Мара Михаиловић, управница Библиотеке од 1994. до 2002. године, успела је да одржи континуитет у набавци серијских публикација. То је време када је библиотека добила први рачунар, а кроз сарадњу са ИТС-ом, дистрибутером часописа, још један рачунар на коришћење и MEDLINE на CD ROM-овима, и почела са првим претраживањима библиографско-апстрактних индексних база. Од 2001. године, када је Медицински факултет приступио ISBN систему, уџбеници, монографије, и друга сопствена издања Факултета, ушли су у фонд библиотеке аутоматски.
Од 2003. до јануара 2017. године, библиотеком је руководила Милена Ђорђевић, професор енглеског језика и књижевности. У том периоду библиотека је постала чланица КоБСOН-a и COBISS-a. Од 2005. године када је реновирана, у саставу библиотеке постоји Mедицински информациони центар (MИЦ).
Актуелна управница библиотеке је Марица Поповић, дипломирани психолог.

## Фонд
Фонд библиотеке броји више од 19.000 монографских публикација и преко 670 наслова домаће и стране периодике. Укључује збирку магистарских, докторских, специјалистичких и дипломских радова, као и значајну референсну збирку, у папирном издању (Current Contents, Index Medicus, Excerpta Medica, Реферативний Журнал...), и на компакт дисковима (MEDLINE, Biomedical Reference Collection, и Academic Periodicals Collection). Фонд је на располагању стручној јавности: наставницима и сарадницима, лекарима и студентима, или сасвим независно профилисаним корисницима; у слободном приступу, или у оквиру међубиблиотечке сарадње.

## Чланица КоБСOН-a
Период наглашених промена у глобалним друштвено-економским токовима, свеукупни развој и продор информационе технологије, на ивици трећег миленијума, условљава удаљавање од традиционалног библиотечког пословања и прихватање савременог тренда у библиотекарству. Обезбеђивањем техничке подршке, библиотека је крајем 2001. године постепено прешла са папирних на електронска издања часописа кроз укључивање у актуелне облике организовања и удруживања ради остваривања квалитетније набавке и унапређења приступа научним информацијама. Од 2004. године, библиотека је и званично приступила Конзорцијуму библиотека Србије за обједињену набавку (КоБСОН).

## Mедицински информациони центар (MИЦ)
Осавремењивање рада Библиотеке подразумевало је и одређену просторну реорганизацију која је остварена реновирањем библиотеке 2005. године. Постојећи простор је обновљен, преуређен и рационалније искоришћен; побољшано је осветљење, вентилација и грејање. Унапређена је функционалност читаонице, бољом организацијом је повећан број читалачких места и створен пријатнији и мирнији простор за рад. Радило се и на развоју информационо-комуникационе опреме. Успостављена је неопходна рачунарска инфраструктура и основан МИЦ са 10 рачунара уз помоћ донације америчке непрофитне организације WIRED INTERNATIONAL реализоване уз подршку MEDTRONIC фондације.
У одговору на све захтевније потребе наставе, студената, и истраживача, факултет је крајем 2009. године обновио рачунарску опрему МИЦ-а. Набављено је 10 нових рачунара, а постојећи су дограђени и појачани. Технички осавремењен, МИЦ је утврдио свој значај центра за научно истраживачки рад. Студенти се у МИЦ-у кроз практичну наставу упознају са методологијом научно истраживачког рада, стичу искуства неопходна за будуће презентовање резултата својих научних истраживања, и са осталим истраживачима имају слободан приступ расположивим електронским изворима информација.
Библиотека као чланица КоБСОН-а обезбеђује приступ водећим светским електронским сервисима са преко 35.000 наслова страних научних часописа у пуном тексту (Cambridge University Press, EBSCO, High Wire, HINARI, Oxford Journals, ProQuest, Science Direct, Springer Link, Wiley Interscience), око 40.000 наслова књига (Cleveland Medicine Index, Pubmed књиге, Springer-Link, и Google Books), као и најзначајнијим индексним базама (Web of Science, Medline, Scopus, Српски цитатни индекс).

## Чланица COBISS-a
Mедицински факултет је 2010. године приступио Tемпус пројекту 158764-TEMПУС-РС-TEMПУС-JПГР, Увођење нових сервиса у библиотеке универзитета западног Балкана. У оквиру активности којe је су координирали Универзитетска библиотека „Светозар Mарковић“ Београд и Народна библиотека Србијe (НБС), Центар Виртуелна библиотека Србијe (Центар ВБС), Mедицински факултет, библиотека је добила статус пуноправне чланице библиотечко-информационог система COBISS.RS и са тиме могућност активног учешћa у систему узајамне каталогизацијe COBISS.RS, коришћење програмске опреме COBISS за аутоматизацију библиотечких функцијa и коришћења услуга НБС-ВБС Центра. Данас библиотека Медицинског факултета у Нишу у COBISS-у има са 8.706 записа.

## Библиотечке услуге
Међу многобројним стручним активностима библиотеке су и услуге издавања библиотечке грађе, међубиблиотечке позајмице, претраживања расположивих сервиса и индексних база, као и обука корисника за самостални рад и коришћење електронских извора информација. У сарадњи са одговарајућим стручним службама, библиотека активно учествује у ажурирању база издавачке делатности, изради библиографија истраживача и праћењу њихове цитираности.
Библиотека од школске 2015/16. године располаже опремом која слепим и слабовидим студентима омогућава коришћење стручне литературе. Асистивна технологија обезбеђена је у оквиру Темпус пројекта: Једнак приступ за све (EQUI-ED): Оснаживање социјалне димензије у циљу јачања европског простора високог образовања и чине је софтвери читач екрана и синтетизатор говора као и одговарајући сто и столица.
Библиотека остварује сарадњу са великим српским библиотекама као што су Народна библиотека Србије, Универзитетска библиотека „Светозар Марковић“, библиотеке САНУ и Матице српске, а преко њих и са иностраним библиотекама и информативним центрима. Интензивну сарадњу остварује са Универзитетском библиотеком „Никола Тесла“ и факултетским библиотекама у Нишу. У оквиру међубиблиотечке позајмице посебно је значајна сарадња са Институтом за војномедицинске научне информације и документацију.
Библиотека Медицинског факултета је посвећена сталном усавршавању своје делатности што је чини све значајнијим чиниоцем у процесу високошколског образовања, и подиже је на ниво центра за учење и научно истраживачки рад.